# جلسة (حاسوب)
الجلسة في علم الحاسوب تبادل تفاعلي وشبه دائم  للمعلومات بين جهازين، أو جهاز ومستخدم كما هو الحال في جلسة الدخول.